# British Home Championship 1938/39
Die British Home Championship 1938/39 war die 51. Auflage des im Round-Robin-System ausgetragenen Fußballwettbewerbs zwischen den vier britischen Nationalmannschaften von England, Irland (ab 1950/51 Nordirland), Schottland und Wales.
| Pl.                                                   | Nationalmannschaft | Sp. | S | U | N | Tore    | Punkte |
| ----------------------------------------------------- | ------------------ | --- | - | - | - | ------- | ------ |
| 1.                                                    | England            | 3   | 2 | 0 | 1 | 011:500 | 04:20  |
| 2.                                                    | Wales              | 3   | 2 | 0 | 1 | 009:600 | 04:20  |
| 3.                                                    | Schottland         | 3   | 2 | 0 | 1 | 006:400 | 04:20  |
| 4.                                                    | Irland             | 3   | 0 | 0 | 3 | 001:120 | 0:60   |
| England, Wales und Schottland teilten sich den Titel. |                    |     |   |   |   |         |        |

|                                                    |   |            |           |
| 8. Oktober 1938 in Belfast (Windsor Park)          |   |            |           |
| Irland                                             | – | Schottland | 0:2 (0:1) |
| 22. Oktober 1938 in Cardiff (Ninian Park)          |   |            |           |
| Wales                                              | – | England    | 4:2 (2:2) |
| 9. November 1938 in Edinburgh (Tynecastle Stadium) |   |            |           |
| Schottland                                         | – | Wales      | 3:2 (1:1) |
| 16. November 1938 in Manchester (Old Trafford)     |   |            |           |
| England                                            | – | Irland     | 7:0 (4:0) |
| 15. März 1939 in Wrexham (Racecourse Ground)       |   |            |           |
| Wales                                              | – | Irland     | 3:1 (2:1) |
| 15. April 1939 in Glasgow (Hampden Park)           |   |            |           |
| Schottland                                         | – | England    | 1:2 (1:0) |